# Lionheart (musikalbum)
Lionheart är Kate Bush andra album, utgivet 1978. Det blev sexa på brittiska albumlistan.

## Låtlista
Samtliga låtar skrivna av Kate Bush.
1. "Symphony in Blue" - 3:36
2. "In Search of Peter Pan" - 3:46
3. "Wow" - 4:00
4. "Don't Push Your Foot on the Heartbrake" - 3:15
5. "Oh England My Lionheart" - 3:12
6. "Fullhouse" - 3:14
7. "In the Warm Room" - 3:35
8. "Kashka from Baghdad" - 3:56
9. "Coffee Homeground" - 3:39
10. "Hammer Horror" - 4:39